# Leon Bzowski
Leon Bzowski (ur. w 1901 w Ciężkowicach, zm. 4 marca 1966) – polski ksiądz katolicki, uczestnik wojny polsko–radzieckiej i II wojny światowej, jeden z „księży patriotów”.

## Życiorys
W 1920 wstąpił jako ochotnik do Wojska Polskiego biorąc udział w wojnie polsko-radzieckiej. Następnie wstąpił do seminarium i w 1927 uzyskał święcenia kapłańskie. 24 października 1931 roku został przeniesiony z pospolitego ruszenia do rezerwy duchowieństwa wojskowego z równoczesnym mianowaniem kapelanem rezerwy ze starszeństwem z 1 września 1931 roku i 4. lokatą w duchowieństwie wojskowym wyznania rzymskokatolickiego.
W czasie kampanii wrześniowej jako kapelan szpitala polowego dostał się do niewoli radzieckiej z której udało mu się uciec.
W 1940 został administratorem a później proboszczem parafii w Trzebini.
W 1950 wstąpił do Komisji Księży przy Związku Bojowników o Wolność i Demokrację. Został też członkiem Zarządu Wojewódzkiego Zrzeszenia Katolików Caritas.
W 1952 został zwerbowany przez Urząd Bezpieczeństwa zostając informatorem o pseudonimie Homer. Funkcjonariuszami bezpieczeństwa prowadzącymi informatora byli: Kazimierz Kęsek, Stanisław Lipowy, Józef Tracz i Władysław Chmielowski.
W 1961 zarejestrował punkt katechetyczny za co został skrytykowany przez arcybiskupa Eugeniusza Baziaka. Natomiast władza ludowa pochwaliła jego działanie przyznając mu Złoty Krzyż Zasługi. W 1965 został przez Służbę Bezpieczeństwa wyrejestrowany z sieci agenturalnej. Jako powód podano jego zły stan zdrowia, co było zgodne z prawdą bowiem już 4 marca następnego roku zmarł.

## Ordery i odznaczenia
- Krzyż Kawalerski Orderu Odrodzenia Polski
- Złoty Krzyż Zasługi